# Večernjakova ruža 1994.
Večernjakova ruža 1994. je prva dodjela prve medijske nagrade Večernjakova ruža, u Hrvatskoj, koja se dodjeljivala za medijski rad u 1994. godini.
Dodjela je održana 31. siječnja 1995. godine u Satiričkom kazalištu Kerempuh, a voditeljica dodjele bila je Daniela Trbović.

## Proces
Ruža je pokrenuta u jesen 1994. godine, tada se, glasalo samo putem kupona koji su izlazili u tjedniku Ekran. Svaki petak trebalo se izrezati kupon, po kategorijama upisati imena nominiranih i poslati dopisnicom na adresu Ekrana.

## Nagrade
Dodjelile su se ukupno šest nagrada, od čega u svakoj kategoriji po jedna za ostvarenja u medijskom prostoru od siječnja do prosinca 1994. godine.
- Najbolja muška  TV osoba
- Najbolju ženska  TV osoba
- Najbolja pjevačica
- Najbolji pjevač
- Najbolja grupa
- Najbolji glumac
- Najbolja glumica

## Dobitnici

### Najbolja TV osoba – žena i muškarac
- Doris Vrandečić
- Oliver Mlakar kao najpopularniji TV voditelj

Nagradu Vrandečić predao novinar Ekrana Arsen Oremović.
Nagradu Mlakaru predala novinarka Ekrana Tatjana Pacek.

### Najbolja pjevačica
- Maja Blagdan

### Najbolji pjevač
- Oliver Dragojević

Nagradu predala novinarka Nevenka Mikac.

### Najbolja grupa
- Grupa ET

Nagradu predao glavni urednik Večernjeg lista Branko Tudjen.

### Najbolji glumac
- Filip Šovagović

Nagradu predala novinarka Ekrana Renata Lacko.

### Najbolja glumica
- Ena Begović kao najpopularnija glumica.[7]